# محمدرضا سرشار
محمّدرضا سرشار (زادهٔ ۲۳ خرداد ۱۳۳۲، کازرون) مشهور به رضا رهگذر، نویسنده و پژوهشگر و منتقد ادبی و گویندهٔ برنامهٔ رادیویی قصهٔ ظهر جمعه است.

## زندگی
محمّدرضا سرشار در سال ۱۳۳۲ در شهر کازرون متولد شد. او پس از اخذ دو دیپلم فنی و ریاضی و طی دورهٔ سربازی در کسوت سرباز معلم (سپاهی دانش) در سال ۱۳۵۴، در رشتهٔ مهندسی صنایعِ دانشگاه علم و صنعت ایران مشغول به تحصیل شد. اما به‌خاطر علاقه‌ای که به نویسندگی داشت پس از گرفتن فوق‌دیپلم دانشگاه علم و صنعت را رها کرد و به دانشکدهٔ هنرهای زیبای دانشگاه تهران رفت. سرشار در سال ۱۳۵۹ در شیراز ازدواج کرد. در سال ۱۳۸۵ از سوی شورای ارزشیابی هنرمندان و نویسندگان مستقر در وزارت ارشاد، برای مجموعه فعالیت‌های ادبی سرشار، به وی گواهینامهٔ درجه یک هنری داده شد.
همچنین در پیامی از علی خامنه‌ای برای مراسم بزرگداشت او در سال ۱۳۸۵ — که مشترکاً توسط صداوسیما و جشنواره «داستان‌های قرآنی، پیامبران و ائمه» برگزار شد — آمده‌است: «آقای سرشار حق بزرگی بر ادبیات انقلاب دارند.»

## داستان‌نویسی
نخستین آثار قلمی سرشار (رهگذر) در سال ۱۳۵۲، در یکی از مجلات هفتگی ادبی، و اولین کتابش در سال ۱۳۵۵ به‌چاپ رسید. در مجموع، چهار عنوان کتاب و چند داستان کوتاه از سرشار، در دوران پیش از انقلاب منتشر شد. مهم ترین کتابش در این دوره داستان کودکان«گرداب سکندر» بود که بر اساس داستانی فولکلوریک و متداول در بنادر جنوبی ایران نوشته شده است. شاید بتوان گفت این داستان موفقترین داستان سرشار است.
سرشار فعالیت ادبی خود را در دوران پهلوی پی گرفت. با وجود این، همزمان با اوج‌گیری انقلاب ۵۷، در اواخر دورهٔ دولت غلامرضا ازهاری دستگیر و اوایل نخست‌وزیری شاهپور بختیار، همراه با خیل زندانیان سیاسی، آزاد شد.
در دوران پس از پیروزی انقلاب اسلامی ایران در سال۵۷، حدود ۱۴۰ عنوان کتاب دیگر از وی، در قالب داستان، پژوهش، نقد و مباحث نظری ادبی، به شکل تألیف یا ترجمه، و تعدادی نیز مانند سه شمارهٔ گاهنامهٔ داستان، هفت مجلد قصه‌های انقلاب، دو مجلد «سه‌شنبه‌های دوست‌داشتنی» و غیره به‌صورت گردآوری و ویرایش برای کودکان و نوجوانان و بزرگ‌سالان منتشر شد.

## گویندگی و قصه‌گویی
محمدرضا سرشار از سال ۱۳۶۰ تا سال ۱۳۸۴، اجرای برنامهٔ رادیویی قصهٔ ظهر جمعه را برعهده داشت. او همچنین دو سال در برنامهٔ نوجوان شبکهٔ یک سیما به نام «آستانه» قصه‌گویی کرد و اجرای ده‌ها برنامه قصه‌گویی برای کودکان و نوجوانان در شبکه‌های قرآن، دو و پنج سیما را برعهده داشت.
اجرای نریشن‌های چندین فیلم مستند تلویزیونی برای شبکهٔ افق و یک سریال تلویزیونی نیز در کارنامهٔ سرشار دیده می‌شود.

## داستان تاریخی
مهم‌ترین اثر سرشار در حوزهٔ نگارش داستان‌های تاریخی، رمان تاریخی آنک آن یتیم نظرکرده است. این رمان داستان زندگی محمد پیامبر اسلام را روایت می‌کند و نگارش آن از سال ۱۳۷۳ تا ۱۳۷۶ به طول انجامید.
جلد اول رمان آن یتیم نظرکرده به زبان عربی ترجمه و با عنوان «ها هو الیتیم بعین الله» منتشر شد. چاپ دوم نسخه عربی این رمان توسط دارالحکمه انجام و در بیروت و بعلبک در فروردین ۱۳۹۶ رونمایی شد.

## داوری و نقد ادبی
سرشار در ۱۶ دوره داور «کتاب سال جمهوری اسلامی ایران» طی سال‌های ۱۳۶۲ تا ۱۳۷۶ بود. او به مدت پنج سال طی سال‌های ۱۳۷۰ تا ۱۳۷۵، و از از آغاز سال ١٤٠٠ عضو هیئت نظارت بر کتاب‌های کودکان و نوجوانان (منتخب شورای فرهنگ عمومی) بوده است.
در دههٔ ۱۳۷۰، سرشار یک دوره دبیری جشنوارهٔ کتاب کودک و نوجوانِ کانون پرورش فکری کودکان و نوجوانان را برعهده داشت.
از محمدرضا سرشار نقدهای ادبی بسیاری منتشر شده‌است. نیم‌نگاهی به هشت سال قصهٔ جنگ، پیش از آنکه سرها بیفتد، فضل‌الله صبحی مهتدی، صمد بهرنگی، آن‌گونه که بود و منظری از ادبیات داستانی پس از انقلاب از جمله این کتاب‌های نقد هستند.
سرشار تجربهٔ برگزاری نقدهای تلویزیونی را نیز داراست. او در ۲۶ قسمت از برنامهٔ تلویزیونی «نقد کتاب چهار» شبکهٔ چهار تلویزیون ایران، رمان‌های ایرانی و خارجی را نقد کرد.
نقدهای سرشار به دلیل ویژگی‌های خاص خود همیشه بحث‌انگیزترین سوژه‌ها در بین نویسندگان و علاقه‌مندان به ادبیات داستانی معاصر، اعم از موافق یا مخالف، بوده‌است.

## روزنامه‌نگاری
سرشار در حوزهٔ روزنامه‌نگاری فعالیت‌های متعددی داشته‌است. او بنیان‌گذار ماهنامهٔ «قلمرو ادبیات کودکان» و بنیان‌گذار ماهنامهٔ «سورهٔ نوجوانان» بود.
تجربیات محمدرضا سرشار در عرصهٔ روزنامه‌نگاری به شرح ذیل است:
1. سردبیر ماهنامهٔ «دانش‌آموز» (۱۳۵۹ و ۱۳۶۰)
2. سردبیر گاهنامٔه تخصصی ادبی «قلمرو ادبیات کودکان» (۱۳۶۲ تا ۱۳۶۷)
3. سردبیر دوهفته‌نامهٔ «سورهٔ نوجوانان» (۱۳۶۹ تا ۱۳۷۳)
4. عضو شورای سردبیری ماهنامهٔ «ادبیات داستانی» (۱۳۷۳ تا ۱۳۷۴)
5. سردبیر گاهنامهٔ تخصصی ادبی پژوهشنامه (۱۳۷۵ تا ۱۳۷۶)
6. دبیر گروه ادب و هنر روزنامهٔ کیهان (۱۳۷۸)
7. عضو شورای سردبیری ماهنامهٔ «ادبیات داستانی» (۱۳۸۱ تا ۱۳۸۶)
8. دبیر گروه ادب و هنر روزنامهٔ جوان (۱۳۸۲و ۱۳۸۳)
9. سردبیر ماهنامهٔ سروش نوجوان (۱۳۸۲ تا ۱۳۸۳)
10. عضو شورای سردبیری روزنامهٔ جوان (۱۳۸۳)
11. سردبیر ماهنامهٔ سروش کودکان (۱۳۸۵)[۳]
12. سردبیر ماهنامهٔ تخصصی «ادبیات داستانی» (۱۳۸۴ تا ۱۳۸۶)
13. سردبیر ماهنامهٔ اقلیم نقد (۱۳۹۳ تا ۱۳۹۴).

## تأسیس انجمن‌های ادبی
محمدرضا سرشار به‌عنوانِ مؤسس انجمن قلم ایران شناخته می‌شود. این انجمن ادبی، مهم‌ترین تشکیلات حکومتی نویسندگان در ایران است. سرشار نویسندهٔ پیش‌نویس اساس‌نامهٔ انجمن قلم بود. او مدیرمسئولیِ این تشکل ادبی را برعهده دارد و در دوره‌های مختلف، رئیس هیئت‌مدیره آن بوده‌است.
اما او پیش از انجمن قلم ایران، در تشکیل چند مجموعهٔ ادبی نقش داشت. در سال ۱۳۵۹، محمدرضا سرشار اتفاق مهدی ارگانی، مصطفی رحماندوست و وحید نیکخواه آزاد، «خانهٔ هنر و ادبیات کودک و نوجوان» را راه‌اندازی کردند.
در سال ۱۳۶۴ سرشار به اتفاق مصطفی رحماندوست، امیرحسین فردی، محمد میرکیانی، فریدون عموزاده خلیلی و قاسمعلی فراست، «دفتر ادبیات کودک و نوجوان» را تأسیس کردند. آنها تمام تلاش شان را کردند که تاثیر شورای کتاب کودک را کم کنند اما امروز بعد از ۶۰ سال می بینیم که آب در هاون کوبیده اند.

## آموزش داستان‌نویسی
سرشار مسئول بخش قصهٔ حوزهٔ هنری مرکز (۱۳۶۳ تا ۱۳۶۵) و نیز واحد ادبیات حوزهٔ هنری مرکز (۱۳۶۸ و ۱۳۷۰) بود. او در طول دوران فعالیت ادبی خود، دوره‌های آموزشی داستان‌نویسی و نقد ادبی متعددی را برگزار کرده‌است.
سرشار طراح و بنیانگذار «پیک قصه‌نویسی» حوزهٔ هنری بود و دو متن درسی اولیهٔ آن نیز، زیر نظر او و مهدی حجوانی تهیه شد.
او مدرس دانشکدهٔ هنرهای زیبای دانشگاه تهران در سال‌های ۱۳۶۹ تا ۱۳۷۲ بود. سرشار در دانشگاه تربیت مدرس، دوره‌های آموزشی کوتاه‌مدتی را برای استادان زبان فارسی دانشگاه‌های هند و پاکستان در سال ۱۳۷۶ تدریس کرد. همچون کلاس‌های آموزشی او در دانشکدهٔ تربیت معلم شهدای مکه، دانشگاه امام صادق، پژوهشگاه فرهنگ و اندیشه اسلامی و مؤسسه آموزشی طلوع حق برگزار شده‌است.
از شاگردان داستان‌نویس مشهور سرشار می‌توان به محمدرضا بایرامی اشاره کرد. او از راه دور در بخش آموزش داستان‌نویسی سرشار در برنامهٔ رادیویی «آینده‌سازان» شرکت کرده بود.
همچنین از شاگردان سرشار که از آنها کتاب داستان منتشر شده می‌توان به محمد میرکیانی، محمدحسین کیانپور، محمد غلامی، مجید درخشانی، جلال توکلی، مهدیه ارطایفه، مریم مقانی، نادره عزیزی‌نیک، مریم شریف‌رضویان، فرخنده حق‌شنو، نسرین ارتجاعی، فاطمه دانشور جلیل، مهری آسیابر، اکرم سرداری، پروانه بابک، سهیلا ازگلی، معصومه عیوضی، علیرضا عیوضی، یوسف یزدیان وشاره اشاره کرد.
دیگر نویسندگانی که پیش از انتشار آثار خود به‌صورت کتاب، حداقل در یک دوره کلاس‌های آموزشی سرشار شرکت کرده‌اند، محمدعلی گودینی، راضیه تجار، مهدی حجوانی، علی‌اکبر والایی، سمیرا اصلانپور، مهدی خلیلی، محمدرضا محمدی‌پاشاک، محمدجواد جزینی، محسن مومنی‌شریف و … بوده‌اند.

## فیلم‌نامه‌نویسی
محمدرضا سرشار در دههٔ ۱۳۹۰ وارد عرصهٔ فیلم‌نامه‌نویسی انیمیشن شد. او تاکنون فیلم‌نامه‌های ذیل را به‌همراه دیگر نویسندگان، به نگارش درآورده‌است:
1. فیلمنامهٔ سریال پویانمایی «بچه‌های ساختمان گلها» در ۹۱ قسمت
2. فیلمنامهٔ سریال پویانمایی «شیرین، دختر شرقی» در ۵۲ قسمت
3. فیلمنامهٔ سریال پویانمایی «حکایتهای عمو رحمان» در ۱۳ قسمت ـ دربارهٔ کودکی امام سوم شیعیان، حسین بن علی.

## جوایز و افتخارات
آثار سرشار تاکنون، دست‌کم ۳۶ جایزه را در سطح کشور به خود اختصاص داده و برخی از آنها، در داخل و خارج کشور، به زبان‌های عربی، ترکی استانبولی، ترکمنی، روسی، انگلیسی و اردو، اسپانیولی و کردی ترجمه شده‌است. نشریهٔ بین‌المللی who is who، در سال ۱۳۷۳، نام وی را به عنوان یکی از مشاهیر فرهنگ ایران به ثبت رساند. او برای نگارش کتاب جایزه و "تشنه دیدار"، برگزیدهٔ اولین دورهٔ کتاب سال ایران شد. فهرست برخی از این جوایز به این شرح است:
1. مجموعه داستان «جایزه» کتاب برگزیدهٔ سال ۱۳۶۱ جمهوری اسلامی ایران برای مقطع نوجوان توسط وزارت ارشاد.
2. کتاب «تشنهٔ دیدار» کتاب برگزیدهٔ سال ۱۳۶۱ جمهوری اسلامی ایران برای مقطع سنی کودک توسط وزارت ارشاد.
3. رمان نوجوانان «هستم اگر می‌روم» کتاب برگزیده برای نوجوانان توسط شورای کودک (سال ۱۳۶۱).
4. کتاب «تشنهٔ دیدار» برندهٔ لوح زرین و دیپلم افتخار از نخستین جشنوارهٔ کودک و نوجوان کانون پرورش فکری کودکان و نوجوانان
5. رمان نوجوانان «مهاجر کوچک» برندهٔ لوح زرین و دیپلم افتخار از نخستین جشنوارهٔ کتاب کودک و نوجوان کانون پرورش فکری (سال ۱۳۶۸).
6. رمان نوجوانان «مهاجر کوچک» برندهٔ جایزهٔ مشترک مجلات کیهان بچه‌ها و سروش نوجوان (به عنوان یکی از ده کتاب برگزیدهٔ دههٔ اول انقلاب برای نوجوانان) (سال ۱۳۶۷).
7. رمان نوجوانان «مهاجر کوچک» برندهٔ لوح زرین دست‌خط امام خمینی، تقدیرنامهٔ وزیر ارشاد و سکهٔ یادبود پنجمین مجتمع هنر و ادبیات دفاع مقدس وزارت ارشاد (سال ۱۳۶۸).
8. رمان نوجوانان «مهاجر کوچک» برندهٔ جایزهٔ دوم جشنوارهٔ کتاب بنیاد حفظ آثار و نشر ارزش‌های دفاع مقدس در مقطع سنی نوجوانان
9. کتاب «نردبان جهان» برندهٔ دیپلم افتخار از دومین جشنوارهٔ کتاب کودک و نوجوان کانون پرورش فکری (سال ۱۳۷۰).
10. رمان «یثرب، شهر یادها و یادگارها» برندهٔ جایزهٔ اول نخستین جشنوارهٔ قصه‌های قرآنی، پیامبران و ائمه (ع) در مقطع سنی نوجوانان توسط سازمان حج و اوقاف (سال ۱۳۷۳).
11. کتاب «تشنهٔ دیدار» برندهٔ جایزهٔ دوم نخستین جشنوارهٔ قصه‌های قرآنی، پیامبران و ائمه (ع) در مقطع سنی کودکان توسط سازمان حج و اوقاف (سال ۱۳۷۳) و ترجمه‌شده به زبان‌های اردو در هندوستان و انگلیسی در ایران.
12. مجموعهٔ ۱۰ جلدی ترجمهٔ «قصه‌های حیوانات در قرآن» برندهٔ دیپلم افتخار از جشنوارهٔ کتاب کودک و نوجوان کانون پرورش فکری (سال ۱۳۷۴).
13. منتقد برگزیدهٔ ادبی مطبوعات کشور توسط جشنوارهٔ مطبوعات (سال ۱۳۷۴).
14. مجموعهٔ ۱۴ جلدی «از سرزمین نور» کتاب تقدیری وزارت ارشاد (سال ۱۳۷۵).
15. رمان نوجوانان «مهاجر کوچک» برندهٔ جایزهٔ اول نخستین سمینار بررسی رمان دفاع مقدس توسط بنیاد جانبازان (به اشتراک یک کتاب دیگر) (سال ۱۳۷۵).
16. نخستین منتقد برگزیدهٔ ادبیات کودکان و نوجوانان ایران توسط وزارت ارشاد (سال ۱۳۷۵).
17. مجموعهٔ ۱۴ جلدی «از سرزمین نور» برندهٔ دیپلم افتخار از ششمین جشنوارهٔ کتاب کودک و نوجوان کانون پرورش فکری (سال ۱۳۷۶).
18. مجموعهٔ ۱۴ جلدی «از سرزمین نور» کتاب برگزیدهٔ سال اولین جشنوارهٔ کتاب شهید حبیب غنی‌پور (سال ۱۳۷۶).
19. داستان کوتاه «حضور» داستان تقدیری جشنوارهٔ مهر (یادوارهٔ امام خمینی) (سال ۱۳۷۸).
20. رمان نوجوانان «مهاجر کوچک» کتاب برگزیدهٔ جشنوارهٔ ایثار و ادب پایداری توسط وزارت ارشاد (سال ۱۳۷۹).
21. سفرنامهٔ «سفر به جنوب» کتاب تقدیری جشنوارهٔ کتاب بنیاد حفظ آثار و نشر ارزش‌های دفاع مقدس.
22. کتاب «طنابی از آتش» کتاب برگزیدهٔ سال اولین جشنوارهٔ سال اول جشنوارهٔ کتاب مجمع منتظران (سال ۱۳۷۹).
23. جلد اول و دوم مجموعهٔ «الفبای قصه‌نویسی» کتاب تقدیری جشنوارهٔ کتاب‌های کمک‌آموزشی رشد.
24. رمان «آنک آن یتیم نظرکرده» برندهٔ رتبهٔ اول دومین جشنوارهٔ کتاب سال قصه‌های قرآنی (سال ۱۳۸۴).
25. مجموعهٔ ۱۴ جلدی «از سرزمین نور» برندهٔ رتبهٔ دوم دومین جشنوارهٔ کتاب سال قصه‌های قرآنی (سال ۱۳۸۴).
26. نویسندهٔ برگزیدهٔ دومین جشنوارهٔ قصه‌های قرآنی (سال ۱۳۸۴).
27. رمان «روزگار دراز رنج» کتاب سال مجله‌های سلام بچه‌ها و پوپک (سال ۱۳۸۴).
28. منتقد برگزیدهٔ سال خانهٔ کتاب ایران (سال ۱۳۸۵).
29. برندهٔ عنوان «فجر آفرین عاشورایی» در حوزهٔ ادبیات توسط شورای فرهنگ عمومی (سال ۱۳۸۵).
30. برندهٔ رتبهٔ اول نقد ادبی در جشنوارهٔ مطبوعات (سال ۱۳۸۶).
31. برندهٔ رتبهٔ اول مقالهٔ آموزشی در جشنوارهٔ مطبوعات کودک و نوجوان (سال ۱۳۸۶).
32. کتاب «ادبیات داستانی ایران پس از انقلاب اسلامی» برگزیدهٔ جایزهٔ کتاب سال جشنوارهٔ قلم زرین.
33. کتاب «ادبیات داستانی ایران پس از انقلاب اسلامی» کتاب تقدیری سال پژوهشگاه فرهنگ، هنر و ارتباطات وزارت فرهنگ و ارشاد اسلامی (۱۳۹۴).[۸]
34. مجموعهٔ ده مجلدی «قصه‌هایی از حضرت محمد» کتاب تقدیری سال جشنوارهٔ کتاب‌های آموزشی رشد (۱۳۹۶).[۹]

## آثار
برخی از آثار سرشار به این شرح است:
1. جایزه
2. آنجا که خانه‌ام نیست
3. مجموعهٔ قصه‌های انقلاب (جاسوس، غریبه‌ها و…)
4. اگر بابا بمیرد
5. اصیل آباد
6. گرداب سکندر
7. قصه‌های ببر
8. هستم اگر می‌روم
9. مهاجر کوچک
10. غیر از خدا هیچ‌کس نبود
11. شهری که مردم آن با زانو راه می‌رفتند
12. آنک، آن یتیم نظرکرده (رمان زندگی پیامبر)
13. نیم‌نگاهی به هشت سال قصهٔ جنگ
14. پیش از آنکه سرها بیفتد
15. فضل‌الله صبحی مهتدی
16. صمد بهرنگی، آن‌گونه که بود
17. منظری از ادبیات داستانی پس از انقلاب

###### نقد حزبی
نقدهای سرشار نمونه نقدهای حزبی در ادبیات معاصر ایران است. سرشار قبل از پرداختن به اثر هر نویسنده ابتدا به گروه و جناح و اندیشه نویسنده می پردازد. نقدهایش بر آثار هدایت و براهنی و بسیاری دیگر از کسانی که در سال های قبل و بعد از انقلاب داستان نوشته اند، نمونه ای از نقدهای تذکره ای، زندگی نامه ای و اخلاقی است. غیر از گروه خاصی که مخاطبان سرشار هستند، در جامعه ادبی مخاطب چندانی ندارد.